# Хистидин
Хистидин (His, H) је есенцијална аминокиселина. 2-амино-3-имидазол-пропинска киселина.
Први пут га је изоловао немачки лекар Албрехт Косел 1896. године.
Хемијска формула: 

## Прехрана
Хистидин се налази у воћу као што су банане, месу и перади и млеку и млечним производима. Може да се нађе и у разном поврћу, али у мањим количинама. Са бета аланином формира карнозин који као универзални суплемент даје одличне резултате у суплементацији спортиста (боди билдинг, атлетика итд), у третману аутизма, алцхајмерове болести и многим другим областима.

## Физиологија
Из хистидина ензимском декарбоксилацијом настаје хистамин, важан биогени амин.